# از چاندی چوک به چین
از چاندی چوک به چین (به هندی: Chandni Chowk to China)فیلمی محصول سال ۲۰۰۹ و به کارگردانی نیکیل آدوانی است. در این فیلم بازیگرانی همچون آکشی کومار، دیپیکا پادوکونه، میتون چاکرابورتی، رانویر شوری، گوردون لیو، کونن استیونز، راجر یوآن ایفای نقش کرده‌اند.